# Vigilia di nozze
Vigilia di nozze (Bond Street) è un film del 1948 diretto da Gordon Parry.
Il soggetto è basato su un racconto di Terence Rattigan.
Il film descrive un abito da sposa e il suo velo, le perle e i fiori acquistati a Londra, in Bond Street, e racconta la storia segreta che si cela dietro ogni particolare.